# Lanciano Vecchia
Lanciano Vecchia (nelle fonti storiche detto "Lanciano Vecchio", ma oggi comunemente scritto anche "Lancianovecchia") è la parte più antica del  centro storico di Lanciano. Il centro storico si divide in quattro rioni, questo, detto anche volgarmente "Colle Erminio", per l'altura dove sorge e dal nome del gastaldo durante il governo longobardo della città; a seguire il  rione Borgo sul colle Pietroso, il  rione Civitanova e la Sacca sul colle Selva, cui è unito dalla strada via Garibaldi.
Il quartiere, insieme agli altri tre, si sfida in giochi a carattere medievali e sfide nella parata della "tenzone" dei Quartieri, durante la Rievocazione storica dell'investitura del Mastrogiurato, festa a carattere medievale ripresa dal 1981.

## Caratteristiche

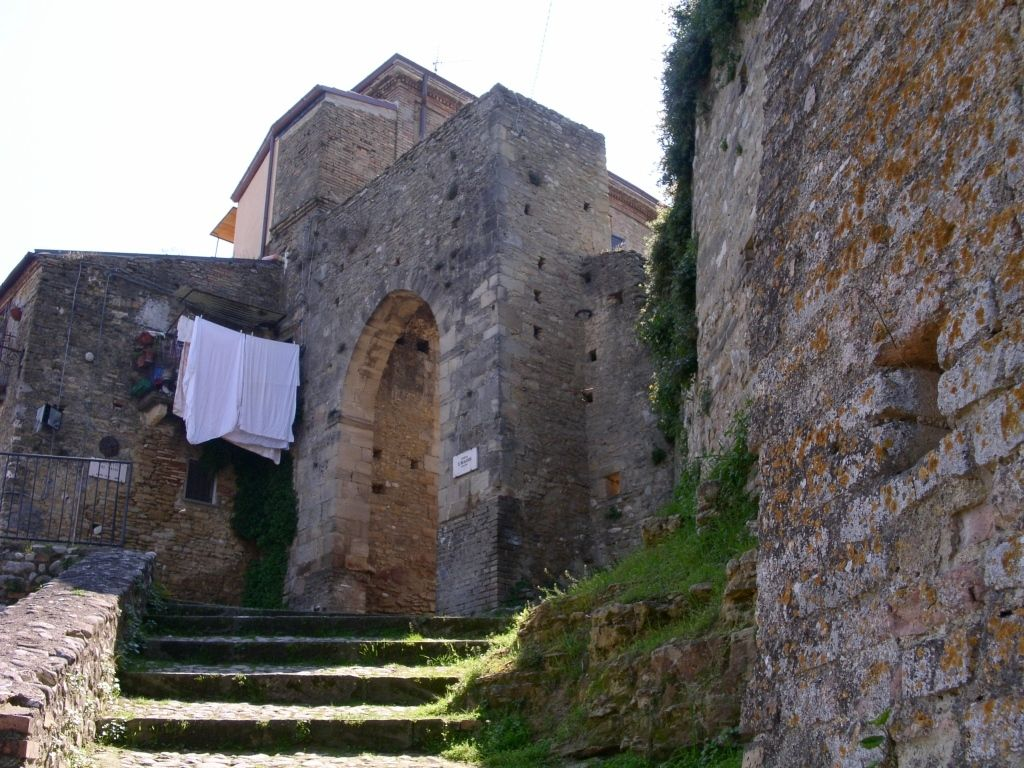
Porta San Biagio

Si tratta del quartiere più antico, risalente alla ricostruzione sopra la città romana di Anxanum (VIII secolo a.C.) Rappresenta il primo nucleo abitativo della città, vi si trovava il castello del Tonnino, distrutto da un terremoto, e occupato dall'attuale Palazzo Vergilj. Dopo l'evento sismica del 770 circa, la città medievale venne ricostruita sopra l'antica area tardo-bizantina, come dimostrano i ritrovamenti del 1992 (materiale d'epoca italico-romana e proto-medievale), specialmente nell'area della scomparsa chiesa di San Giovanni Battista. Lancianovecchia contava 5 parrocchie, molte delle quali antichissime, fondate già dall'VIII secolo sopra antichi templi romani, come la chiesa di San Maurizio, oggi demolita e quella di San Giovanni. Nell'XI secolo venne eretta la chiesa di San Biagio e nei secoli successivi le chiese di San Lorenzo, San Martino e il complesso degli Agostiniani.
Le demolizioni ottocentesche interessarono assai il quartiere, al posto della chiesa di San Martino venne eretto il Palazzo del Capitano, al posto del Palazzo d'Avalos, nel XVIII secolo era stato costruito Palazzo De Crecchio, al posto delle chiese di San Maurizio e San Lorenzo vennero creati degli slarghi. Il bombardamento del 1943 inoltre devastò la chiesa di San Giovanni, che venne abbattuta, meno il campanile a torre.
Era collegato a Piazza del Plebiscito mediante il complesso di San Giuseppe con le annesse Scuole Pie, trasformato completamente tra il 1834 e il 1841 nel Teatro Fenaroli (all'epoca Teatro San Francesco, poi San Ferdinando).

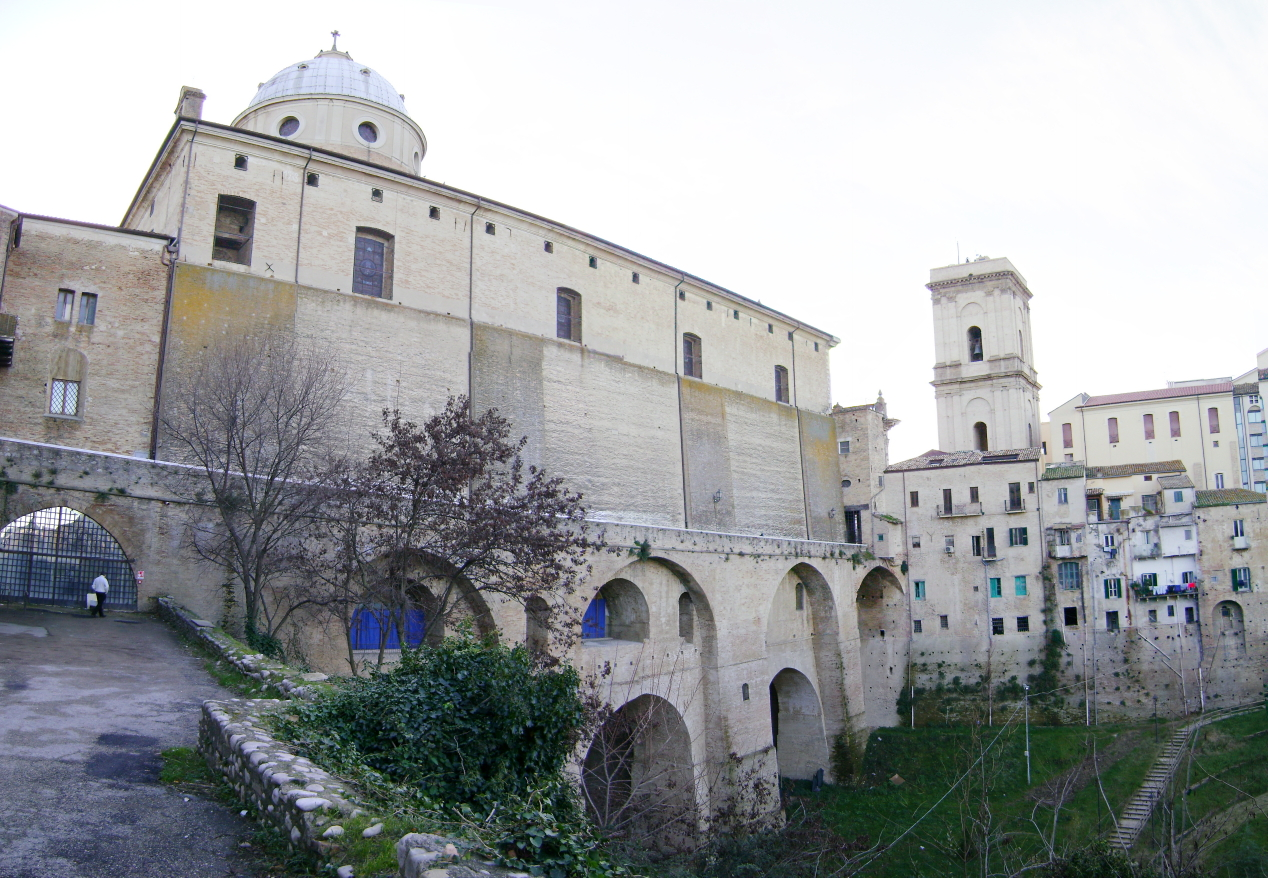
Veduta della Cattedrale di Lanciano, e del sottostante ponte romano di Diocleziano

La via centrale del quartiere è la Strada dei Frentani, mentre i suoi confini sono definiti da Piazza Plebiscito e da Via degli Agorai (la parte delle mura a ovest), e via dei Bastioni (la parte delle mura ad est, con collegamento a Porta San Biagio); comprende le chiese di Sant'Agostino, di San Biagio e la Cattedrale della Madonna del Ponte sulla piazza. Tra i palazzi storici vi sono Palazzo del Capitano, Palazzo Fella, Palazzo Vergilj e Palazzo De Crecchio. Rimane, delle mura la porta urbica di San Biagio del XII secolo, mentre il perimetro antico è ancora leggibile percorrendo i camminamenti della circonvallazione. Sulla piazzetta dei Frentani, anticamente occupata dalla chiesa di San Maurizio, si affaccia una singolare casa medievale con botteghe, appartenuta a Nicola De Rubeis (XIV secolo), mentre presso il sobborgo di San Lorenzo si trovano le abitazioni del ghetto ebraico, caratterizzate da vicoli e angiporti.

## Storia

### Origini ed epoca italico-romana
Non si sa con precisione in che anno venne fondata la città, la leggenda popolare vuole che nel 1179 a.C. il compagno troiano di Enea, Solima, secondo altri Anxa, avesse dato il nome alla città fondandola. Oltre alla presenza attestata di gruppi tribali dell'era neolitica (zona Marcianese-Serre), neel VII secolo a.C. avvenne la colonizzazione italica da parte del gruppo sannitico dei Frentani, e Anxanum divenne la loro capitale, nonché città principale della Frentania, che oltre alla valle del Sangro, si estendeva sino a Larino nel Molise, avente come porti principali Ortona, Histonium (Vasto) e Termoli. L'arx italica venne posta sopra il Colle Erminio, ma anche altre zone della strada direttrice (via dei Frentani-Piazza Plebiscito-Corso Roma) vennero popolate, dato che sono stati trovati reperti, e basi di architettur d'epoca romana nell'area di via Corsra e il santuario del Miracolo eucaristico.

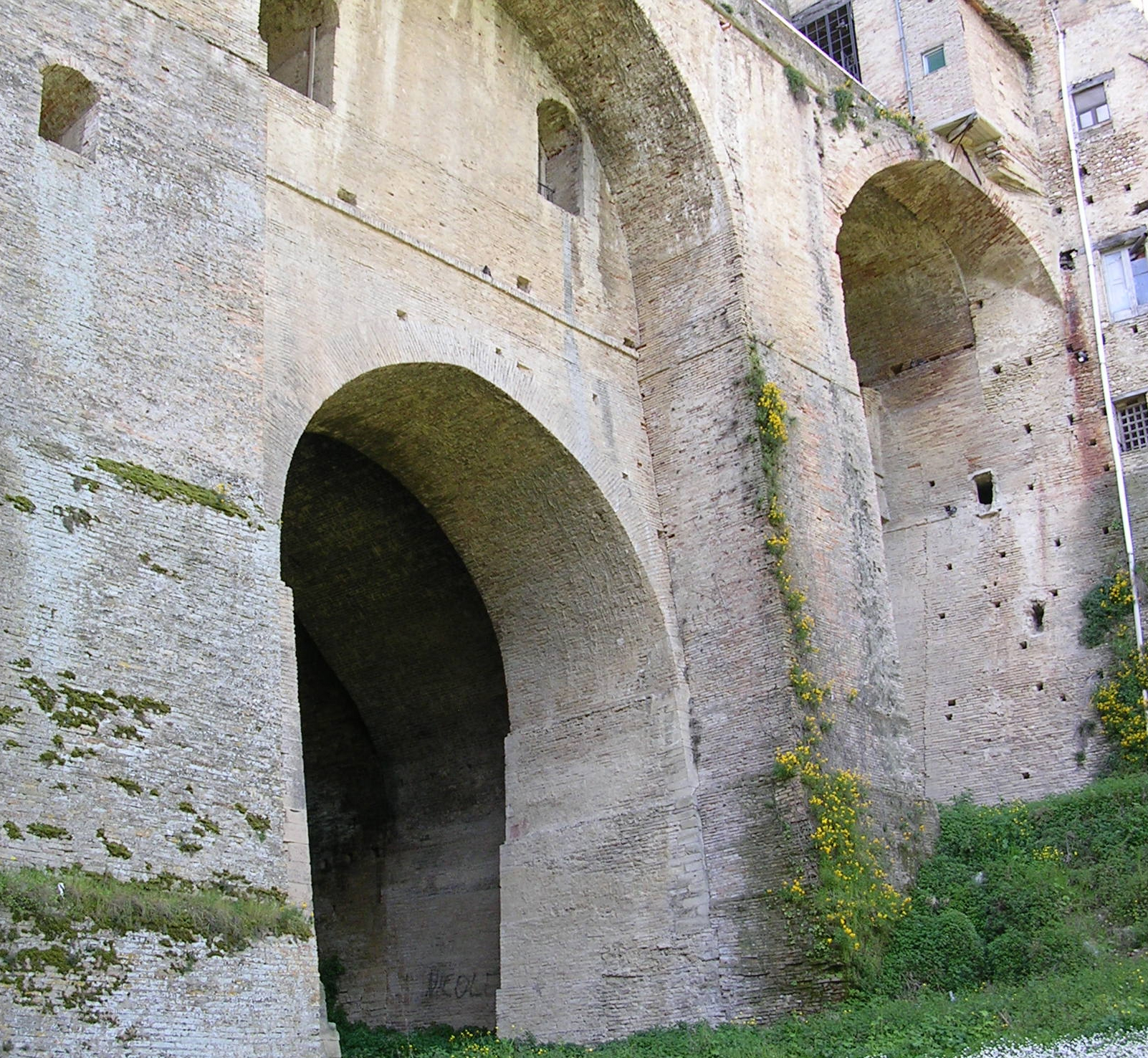
Archi del Ponte di Diocleziano, sotto la cattedrale

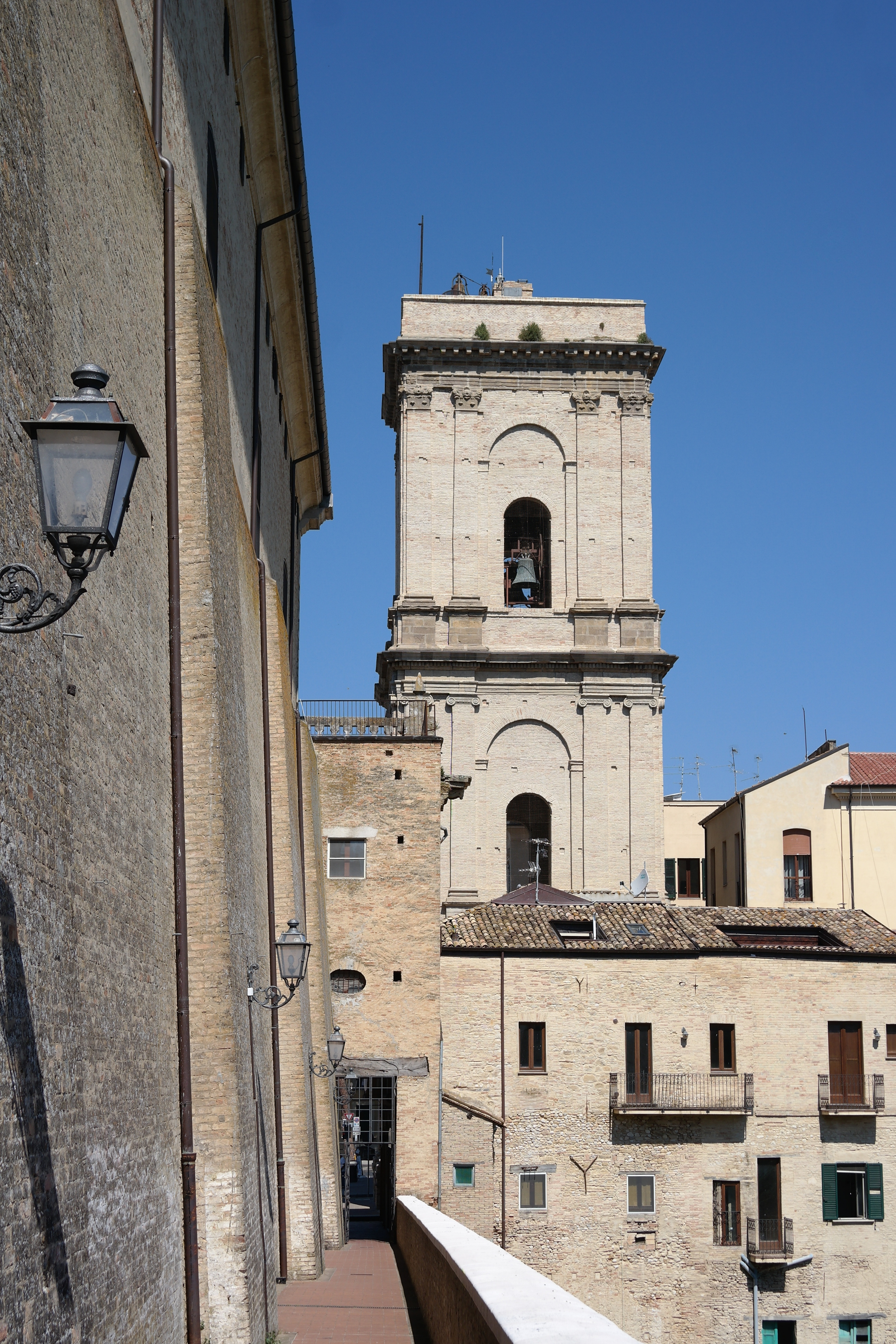
Torre campanaria della cattedrale, vista dal Ponte di Diocleziano, camminatoio superiore

Lo stesso storico Pietro Pollidori (m. 1748), insieme a Giacomo Fella, vissuto nel XVII secolo, sostenne l'esistenza  di una città  romana ricca di templi  e architetture monumentali, di cui si sarebbero conservate in maggioranza le lapidi. Gli storici Omobono Bocache, Domenico Romanelli e Luigi Renzetti furono dello stesso parere.

Nelle Antiquitates Frentanorum, Pollidori scrisse che i Romani, quando colonizzarono la città, nel piano fuori le mura, ossia la Piazza del Plebiscito, edificarono il tempio di Marte, sopra cui sarebbe stata edificata la chiesa di Santa Maria di Platea, poi della Madonna del Ponte; le terme romane dovevano insistere presso l'area del Palazzo del Governatore, trasformato nel 1646 in residenza 
dei Marchesi d'Avalos del Vasto, e poi nel tardo Settecento nell'attuale Palazzo De Crecchio.
Altri templi doveva insistere sui luoghi dove dal XII-XIII secolo vennero edificate le varie chiese, come l'ara del tempio della Minerva presso la cripta di San Giorgio, sopra cui sorge la chiesa di San Biagio, o un altro tempio sopra cui venne edificato il monastero degli Agostiniani.
Dopo la conquista romana nell'88 a.C., Anxanum divenne municipio, e l'abitato italico si andò riformulando con la costruzione di templi, fori, terme e teatri. Le campagne di scavi in Largo San Giovanni del 1992-94 hanno evidenziato come il cuore di Anxanum fosse la cittadella del rione Lancianovecchia, sorta sul Colle Erminio, il suo cardo principale era l'attuale via dei Frentani. Gli assi minori ortogonali (via dei Bastioni, via degli Agorai, via e piazza San Lorenzo, Piazza dei Frentani, via San Biagio), risalgono all'impianto urbano del I secolo. Molto materiale rinvenuto riguarda l'uso e il commercio della ceramica, poiché Lanciano, già dall'epoca italica per via della mediazione degli Etruschi, era un eccellente centro di produzione, e mediante i tratturi e il mare di San Vito commerciava con altre popolazioni.
Le fiere principali si svolgevano nel piano del colle al di là del Ponte di Diocleziano, costruito nel III secolo d.C. per agevolare il passaggio. Oltre agli studi del Bocache e di Theodor Mommsen riguardo ad una lapide rinvenuta durante il restauro della cattedrale  del 1785, sopra il ponte, gli scavi del 1993 hanno evidenziato come all'epoca romana risalisse effettivamente la testata di ponte, dato che questa struttura a partire dall'XI secolo è stata varie volte rimaneggiata e ricostruita. Vi è stata ritrovata anche una testa monumentale in marmo, che rappresenterebbe l'imperatore Diocleziano, oggi conservata nel museo civico archeologico di Santo Spirito a Lanciano.
Gli scavi a San Legonziano invece hanno riportata alla luce parte di una cisterna romana, mentre il percorso sotterraneo alla Piazza Plebiscito mostra i vari strati di trasformazione del largo delle fiere nei secoli a seguire la caduta di Roma.
Il materiale archeologico rinvenuto nei recenti scavi, è conservato nel Polo Museale archeologico dell'ex convento di Santo Spirito.

### Medioevo e rinascimento
In seguito alla caduta di Roma, la città fu saccheggiata dai barbari, e poi occupata dai Bizantini e dai Longobardi (V-VI secolo d.C.). Dell'epoca bizantina si hanno più che altro testimonianze di ceramiche, raccolte nel Museo dell'Abruzzo bizantino Altomedievale di Crecchio (CH), riferibili a un tipo di lavorazione comune nell'area marrucino-frentana; inoltre, secondo una leggenda,si sa della conquista longobarda della città nell'VII secolo, quando ci fu una grande battaglia, per i cui i lancianesi si votarono a San Maurizio, il primo patrono di Lanciano, che li salvò dalla furia bizantina. 
La sua chiesa fu edificata proprio in quel periodo nell'attuale Largo dei Frentani, e malauguratamente fu demolita nel primo ventennio dell'Ottocento.
Dell'epoca longobarda si hanno testimonianze di fondaci presso Largo San Giovanni e il Palazzo Vergilj lungo via dei Frentani, sicché si è pensato che in quest'area esisteva un castello longobardo a pianta allungata, vagamente ellittica, detto anche nelle fonti come "il Tonnino".
Essendo il castello però già scomparso nell'XI-XII secolo, le leggende hanno voluto che un grave terremoto spaccò la valle frentana, e fece crollare il castello, poiché notizie riguardo ad un grave terremoto sono riportate anche nei documenti più antichi riguardanti la storia della statua della Madonna del Ponte, patrona di Lanciano.
La Piazza del Plebiscito era l'antica curtis anteana, ossia conservò il ruolo di crocevia dei traffici commerciali sul tratturo, e collegamento con la chiesa dei Monaci Basiliani dei Santi Legonziano e Domiziano (VIII secolo), dove nel 1258 fu costruita la nuova chiesa di San Francesco d'Assisi con convento. Sul Colle di Lancianovecchia esistevano già numerose chiese a partire dall'epoca normanna, ossia San Maurizio, San Lorenzo, San Biagio con porta di accesso presso le mura, San Giovanni Battista e San Martino. Di queste si salvò solo San Biagio, poiché le altre furono demolite in maniera scriteriata nell'Ottocento, San Giovanni fu pesantemente danneggiata dal bombardamento del 1943 e poi demolita. Sant'Agostino non era stata ancora costruita, lo sarà nel 1265.
L'architetto Filippo Sargiacomo, mentre nella seconda metà dell'Ottocento restaurava le chiese della città, raccolse varie documentazioni riguardanti la storia delle parrocchie di Lanciano: per il quartiere Lancianovecchia annotò che presso la Piazza dei Frentani esisteva la chiesa di San Maurizio, ritenuta la più antica della città, ancora più antica della vicina chiesa di San Biagio, eretta dai Longobardi per festeggiare la vittoria contro i Bizantini nell'VIII secolo, e dedicata al primo santo patrono della città. Nel 1069 c'è la prima citazione della chiesa di San Biagio, eretta sopra la cappella di San Giorgio, mentre a qualche secolo più tardi risalgono le tre chiese di San Lorenzo (che stava in Largo San Lorenzo), di San Giovanni Battista o della Candelora (Largo San Giovanni) e di San Martino vescovo (Largo C. Tappia).

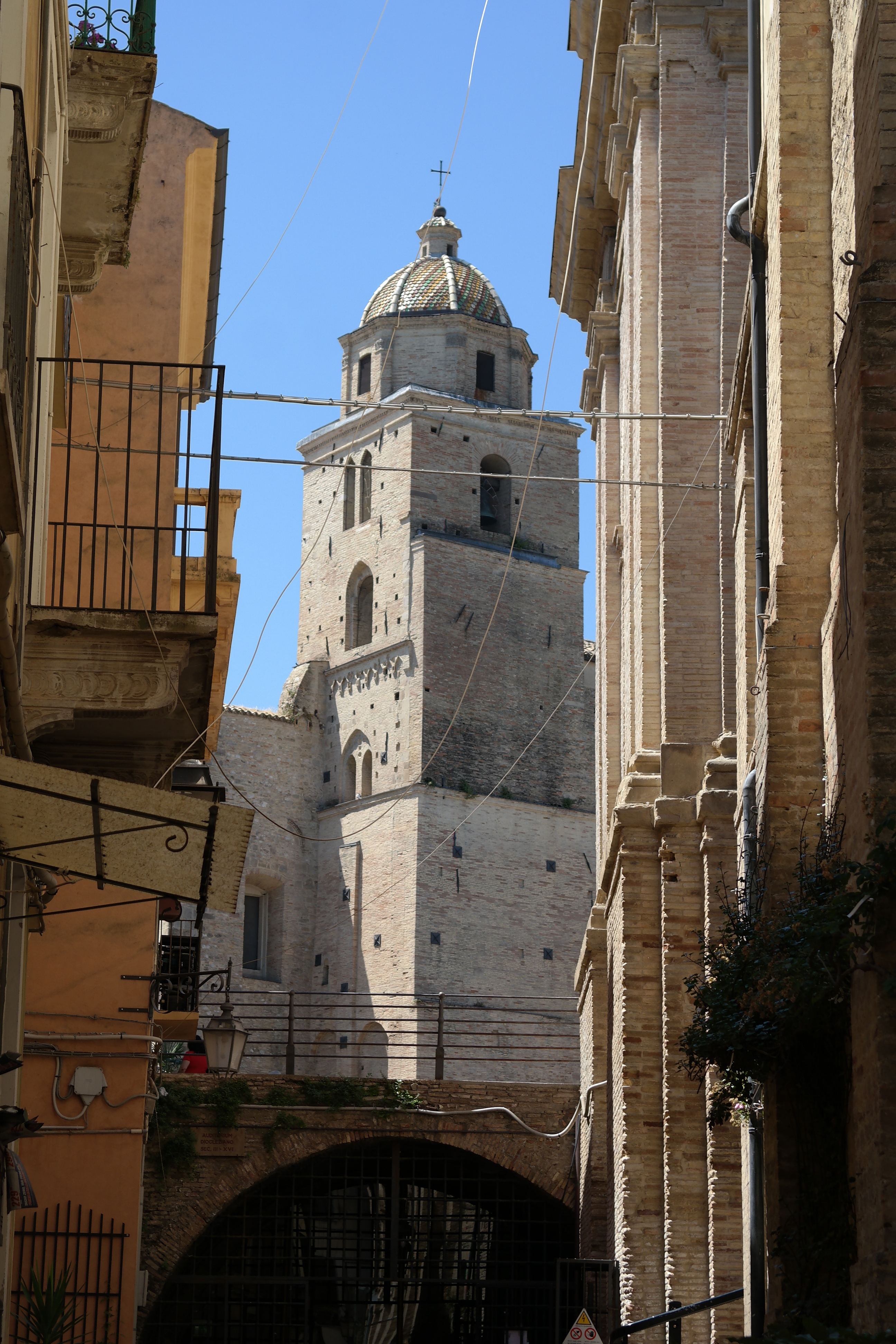
Il campanile della chiesa di San Francesco visto da Via sotto la Torre

Alla seconda metà del Duecento invece risale l'edificazione del monastero dei Padri Agostiniani, vale a dire la chiesa di Sant'Agostino, con relativa cappella dei Santi Simone e Giuda, ampliata nel XVIII secolo. Il quartiere era dotato anche del Palazzo del Capitano Regio, sopra cui fu costruito nei primi anni del Novecento il Palazzo De Giorgio in stile liberty, altro palazzo di rappresentanza era quello dei Ricci, situato presso San Biagio, e dei Florio, nei pressi di Largo Tappia. Queste due famiglie si erano arricchite commercialmente con le Fiere tradizionali della città, altro palazzo di rappresentanza era quello rilevato nel 1646 da Fernando Francesco d'Avalos Marchese del Vasto, quando acquistò Lanciano, che divenne la sede del potere, mentre in Piazza del Plebiscito (chiamata così a partire dal 1860, quando si votò per l'annessione all'Italia), si trovavano le Carceri.
Le mura della città vennero iniziate intorno all'XI secolo con la presenza del Conte Ugo Malmozzetto, signore di Manoppello, ma con l'epoca angioina la cinta muraria prese una precisa conformazione, vennero costruite nel quartiere tre porte principali di accesso: Porta Diocleziana, ancora in parte esistente, posta dietro la Cattedrale, sopra il ponte romano di Diocleziano, poi la Porta di San Biagio, ancora esistente, con il classico arco ogivale di metà XIII secolo, e infine la Porta di Sant'Antonio Abate, che si trovava sotto le mura ad ovest, collegata con un torrione al Ponte dell'Ammazzo, che collegava il Colle Erminio al Colle Selva del rione Sacca, e comunicava con il torrione di Porta San Nicola. Sia questa porta che quell'altra sono andate scomparse, lo stesso ponte nel 1879 è stato tenuto in secondo piano dalle amministrazioni, semiricoperto dalla colmata del fiume Malavalle da parte del Sargiacomo, per permettere un più agevole collegamento tra queste due aree del centro, eliminando lo storico ponte dei Calzolai.

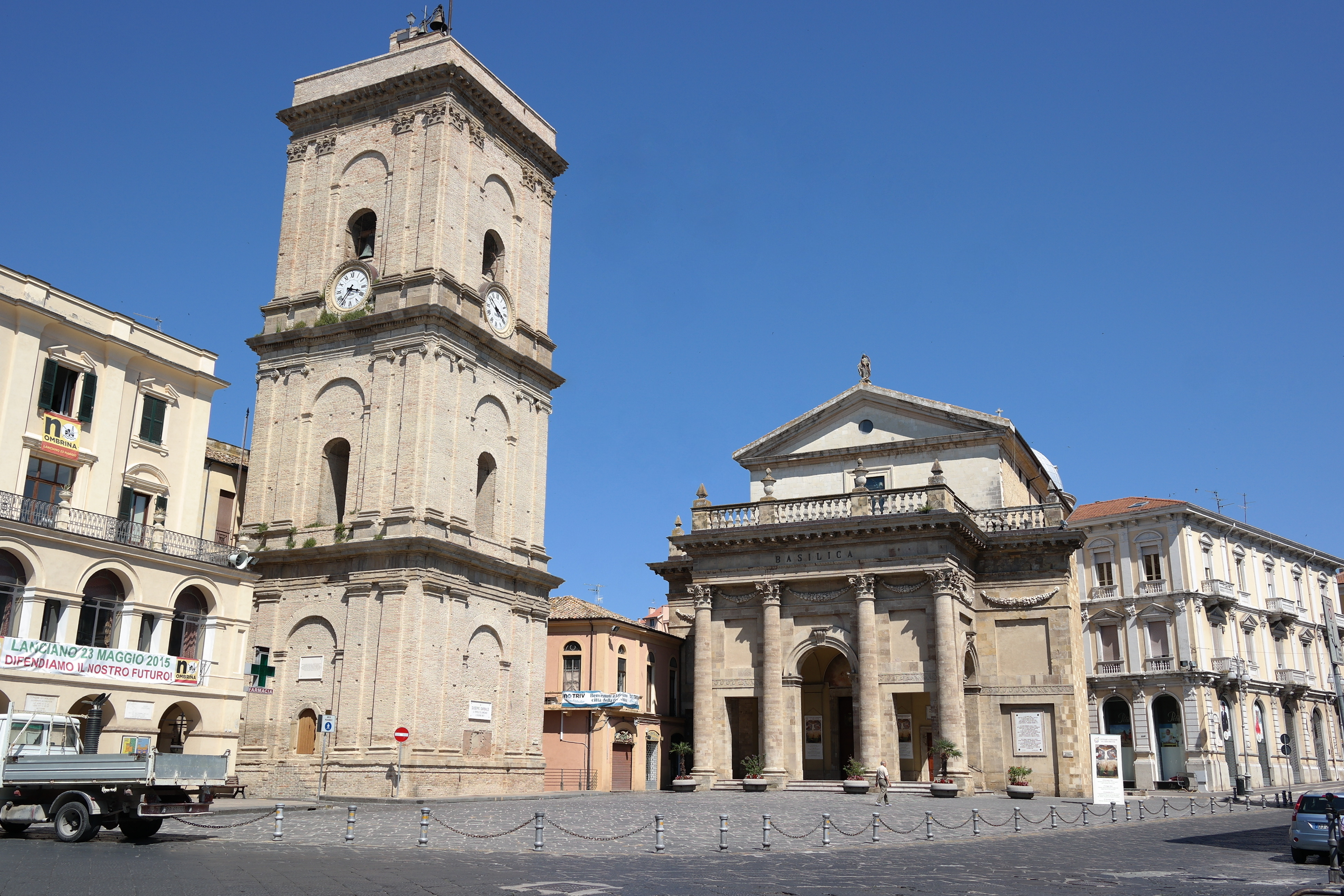
Veduta della Cattedrale di Santa Maria del Ponte

Lo storico Anton Ludovico Antinori inoltre annota che nel quartiere nel XVIII secolo esisteva ancora il mestiere popolari degli "agorai", i fabbricatori di aghi e spilli, e lo stesso nome della via oggi ne indica la posizione.

### Gli ebrei nel Ghetto

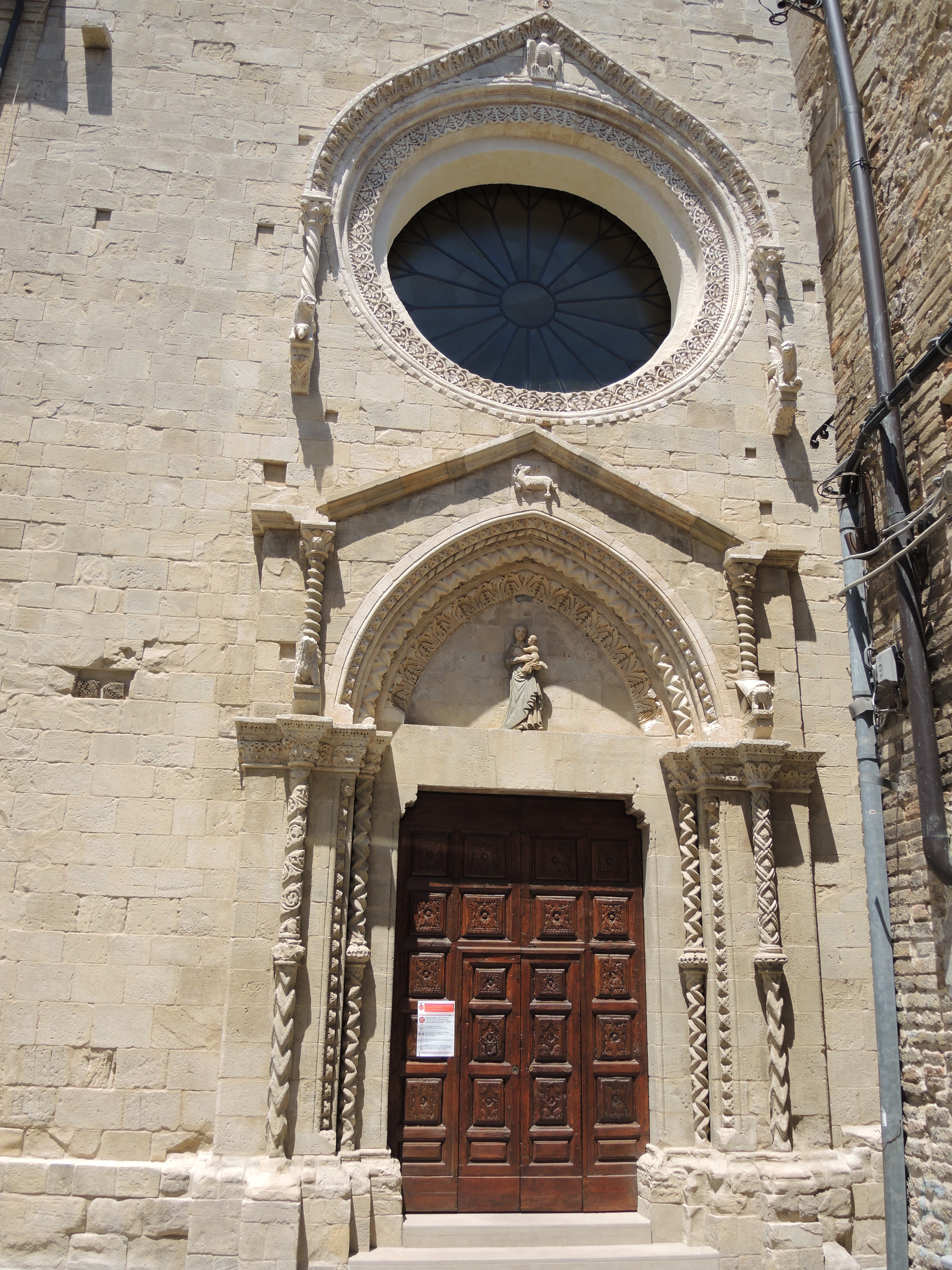
Prospetto della chiesa di Sant'Agostino

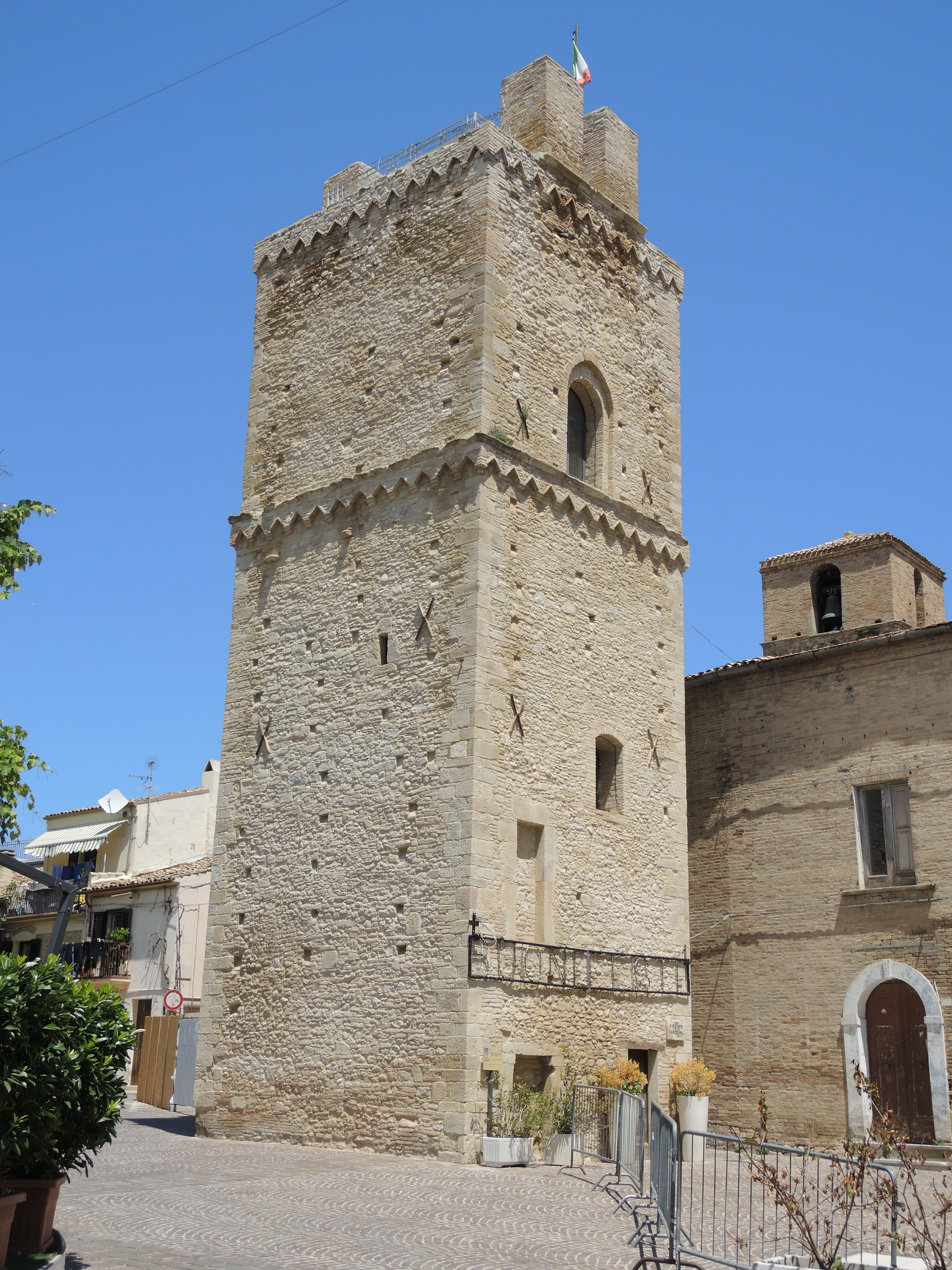
Torre di San Giovanni e campanile di Sant'Agostino

La storia degli ebrei e delle popolazioni balcaniche a Lanciano è annotata dal Cardinale Anton Ludovico Antinori, il quale sosteneva che la loro presenza in città ci fosse già dall'anno Mille. Nel 1156 il conte di Loritello Roberto di Bassavilla scacciò dal quartiere Giudecca gli ebrei perché si erano accordati con re Guglielmo I di Sicilia. Nel 1191 furono richiamati e riammessi nel quartiere Sacca, e fu firmato uno speciale capitolato che ammetteva la presenza di 80 famiglie, in case non di loro proprietà, ma perennemente in affitto a proprietari cristiani, il divieto di uscire dopo il coprifuoco notturno, e di distinguersi con un segno sugli abiti, di poter partecipare ai mercati cittadini, e di non avere come servitù gente cristiana.[7]Nel 1304 il ghetto si accrebbe con altre famiglie provenienti da Termoli, nel 1426 alcune famiglie corrotte furono cacciate da San Giovanni da Capestrano, passando da Lanciano per Ortona, per firmare la pace tra le due città; nel 1429 la regina Giovanna II di Napoli impose una tassa speciale, nel 1465 i lancianesi chiesero al re Ferdinando che gli ebrei godessero di alcuni privilegi speciali come un comune cittadino cristiano, e la proposta fu accolta; ma nel 1488 si manifestarono numerosi segni di insofferenza tra lancianesi ed ebrei, con rivolte e spargimenti di sangue, ragion per cui molte leggi del XII secolo furono ripristinate nel 1500 dal Capitano di Giustizia della città. 
Nel 1618 nuovamente furono concessi privilegi agli ebrei della Sacca, tanto che nel 1650, raggiunto il limite massimo di sovrappopolazione, gli ebrei si spostarono nel sobborgo di San Lorenzo a Lancianovecchia, creando un secondo ghetto. Nel 1731 fu approvata una somma per ogni ebreo che si fosse convertito al cristianesimo, e così ci fu un lungo periodo di collaborazione tra famiglie giudee e cristiani, con le parrocchie di San Nicola e San Lorenzo, fino all'inasprirsi dei rapporti con le leggi razziali di Mussolini. Benché il ramo storico, oggi, delle antiche famiglie ebree presenti a Lanciano sia stato spezzato dalle deportazioni, sono comunque presenti nel sobborgo San Lorenzo e nella zona della Sacca numerose famiglie di origini slave e Rom, tanto che la chiesetta della Madonna degli Angeli è stata riconsacrata al rito ortodosso.

### Dal Settecento a oggi
Nel XVII secolo fu costruito accanto alle Carceri il monastero delle Scuole Pie di San Giuseppe Casalanzio, trasformato in teatro civico tra il 1834 e il 1841, intitolato a "San Ferdinando" poi a San Francesco d'Assisi, e infine al musicista Fedele Fenaroli, e profondamente rinnovato nella facciata nel 1939. Altri cambiamenti radicali del quartiere riguardarono la demolizione, a partire dal primo trentennio dell'Ottocento, di varie chiese nel centro, durante l'amministrazione di Gerardo Berenga, con lo scopo di ampliare il centro, scopo che non si realizzò affatto, ma determinò la perdita di vari manufatti storici. Vennero demolite le chiese di San Martino, primitiva sede dal 1608 della Confraternita "Morte e Orazione", che si occupava della sepoltura dei morti e del sostentamento degli ammalati e dei poveri, oggi nota per l'organizzazione della Processione del Venerdì Santo; in seguito la chiesa di San Maurizio, e negli anni '70 dell'800 la chiesa di San Lorenzo.
Nei progetti di risanamento del centro storico, era prevista anche la distruzione della chiesa di San Giovanni, in modo che delle storiche 5 parrocchie lancianesi, soltanto rimanesse quella di Sant'Agostino, essendo stata sconsacrata nel frattempo anche la chiesa di San Biagio; tuttavia la demolizione venne scongiurata. Nel 1825 Francesco I delle Due Sicilie venne ospitato nel Palazzo Vergilj lungo via dei Frentani, con un suo stesso decreto, la sconsacrata cappella dei Santi Simone e Giuda Taddeo veniva riaperta al culto, e veniva istituita una confraternita omonima per la chiesa di Sant'Agostino.
Durante il periodo postunitario vennero messi in atto altri cambiamenti, venne ridisegnata la facciata del Palazzo De Crecchio, l'architetto Filippo Sargiacomo riprogettò l'aspetto della Piazza del Plebiscito, della facciata del Palazzo Municipale, costruito sopra le vecchie carceri, e realizzò un edificio annesso prospettante sulla piazza, la Casa di Conversazione, per ospitare balli, mostre ed eventi, tuttora usata per questi scopi. Nel progetto della piazza, venne demolito il Palazzo Carabba, accanto alla chiesa del Purgatorio, le classiche logge alla base degli edifici di epoca rinascimentale, vennero ridimensionate, tanto che oggi rimane sono una piccola parte su via Corsea e l'inizio di Corso Roma, mentre prima dovevano avvolgere tutta la piazza. Nei primi anni del '900 venne inaugurata la fontana pubblica nella piazza, all'altezza dell'attuale Monumento ai Caduti, voluto nel 1924-26.

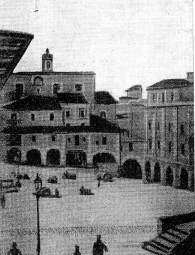
Lanciano nel 1870: Piazza del Plebiscito e chiesa del Purgatorio

Nel 1933 circa venne inaugurata la Casa del Fascio in un palazzo posto sulla sinistra di via dei Frentani. Il quartiere subì dei danni con i bombardamenti alleati durante la seconda guerra mondiale: il 13 novembre 1943 un bombardamento danneggiò l'area di Largo San Giovanni, in particolare la chiesa, che dovette essere demolita nel 1949, eccettuato il campanile, e alcune case. Il 20 aprile un nuovo bombardamento, questa volta dei nazisti, colpì Piazza del Plebiscito, danneggiando una lapide romana scoperta dall'archeologo Mommsen e murata presso il campanile della Cattedrale; rimase parzialmente distrutta anche la Casa di Conversazione.
Negli anni a seguire, la Piazza del Plebiscito è divenuta sempre di più il luogo centrale della città, punto di accesso al centro storico da via dei Frentani, da via Corsea o da Corso Roma, nonché sede dei principali eventi della città, della Rievocazione del Mastrogiurato, delle Feste di Settembre e del giorno della Madonna del Ponte (16 settembre), nonché luogo della Posata durante il Venerdì Santo, e dell'incontro dei Santi con Cristo e la Madonna il giorno di Pasqua.
La piazza era già famosa in epoca romana e medievale, corcevia dei traffici commerciali e dei pellegrinaggi verso il Piano della Fiera, dove Alfonso I d'Aragona nel 1442 ca. istituì la dogana di accesso. Altro accesso a quest'area era anche il camminatoio del ponte di Diocleziano, con relativa torre di controllo presso Porta Santa Maria del Ponte. La cinta muraria, nelle piante della città del XVI-XVII secolo, aveva una singola apertura soltanto nell'area dell'attuale Largo Berenga, mentre le mura si univano alla Cattedrale, e proseguivano attorno al convento dei Francescani (il santuario del Miracolo Eucaristico - via M. Tesauri), sino a raggiungere la Porta Sant'Angelo e il torrione aragonese.
Da segnalare negli anni 1970 l'abbattimento di un piccolo palazzo posto in affaccio sulla piazza, davanti al campanile della chiesa di San Francesco, che ostruiva il passaggio all'arco gotico e rovinava la visuale della stessa torre medievale.

## Monumenti

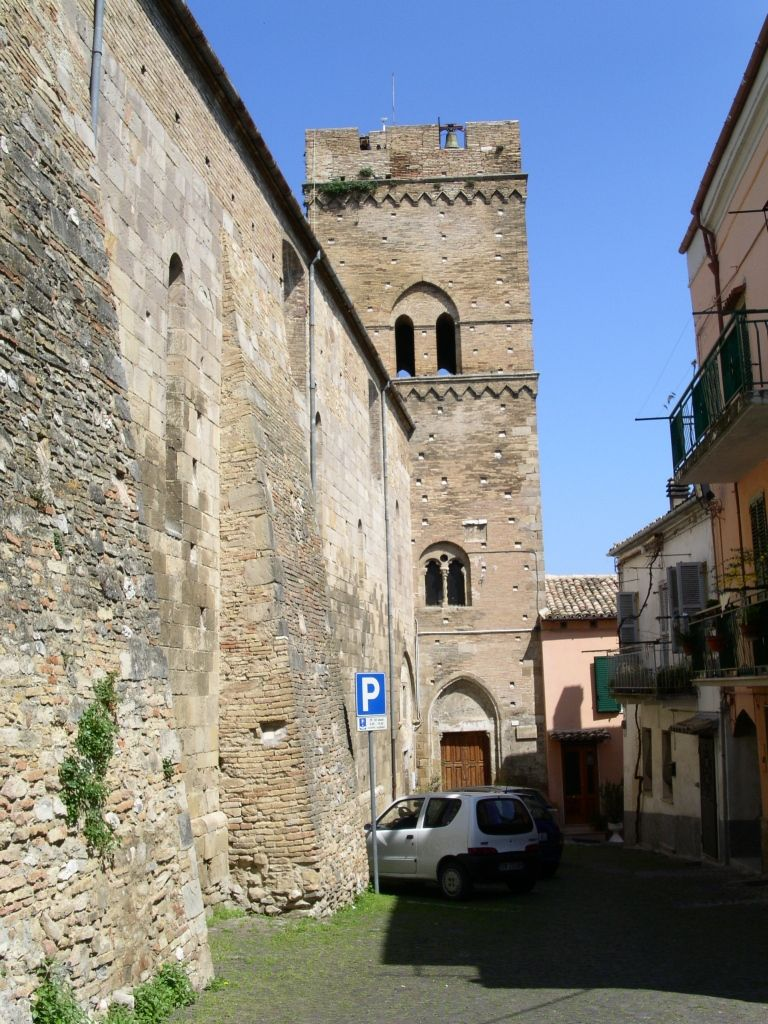
Chiesa di San Biagio

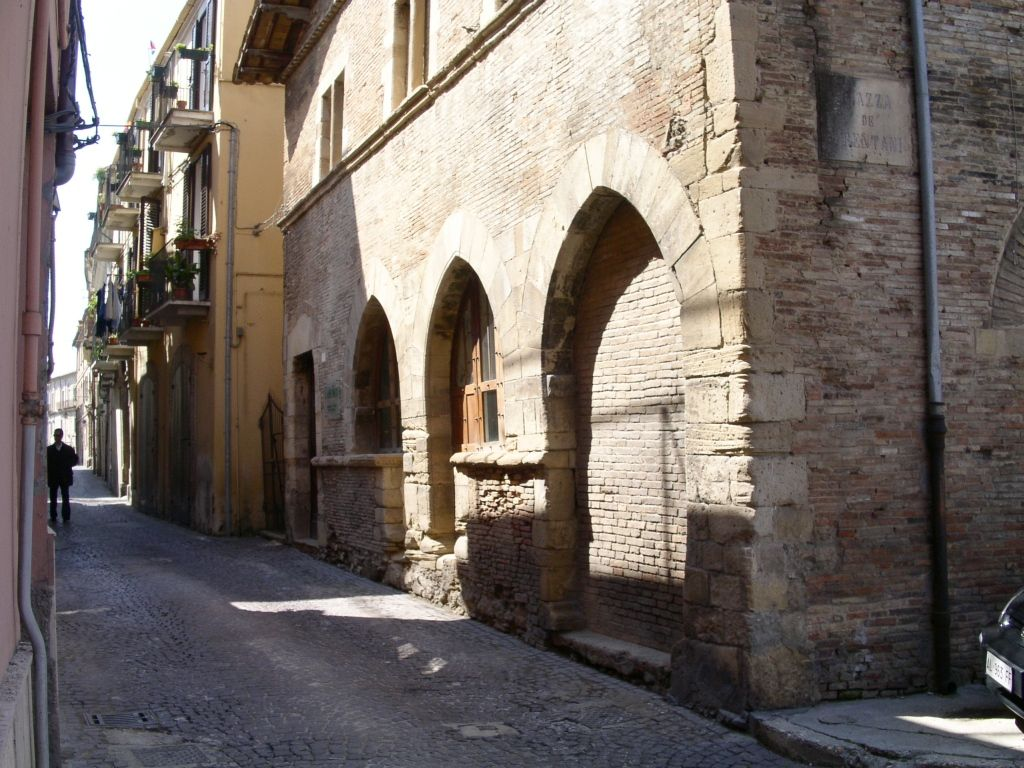
Botteghe medievali - via dei Frentani

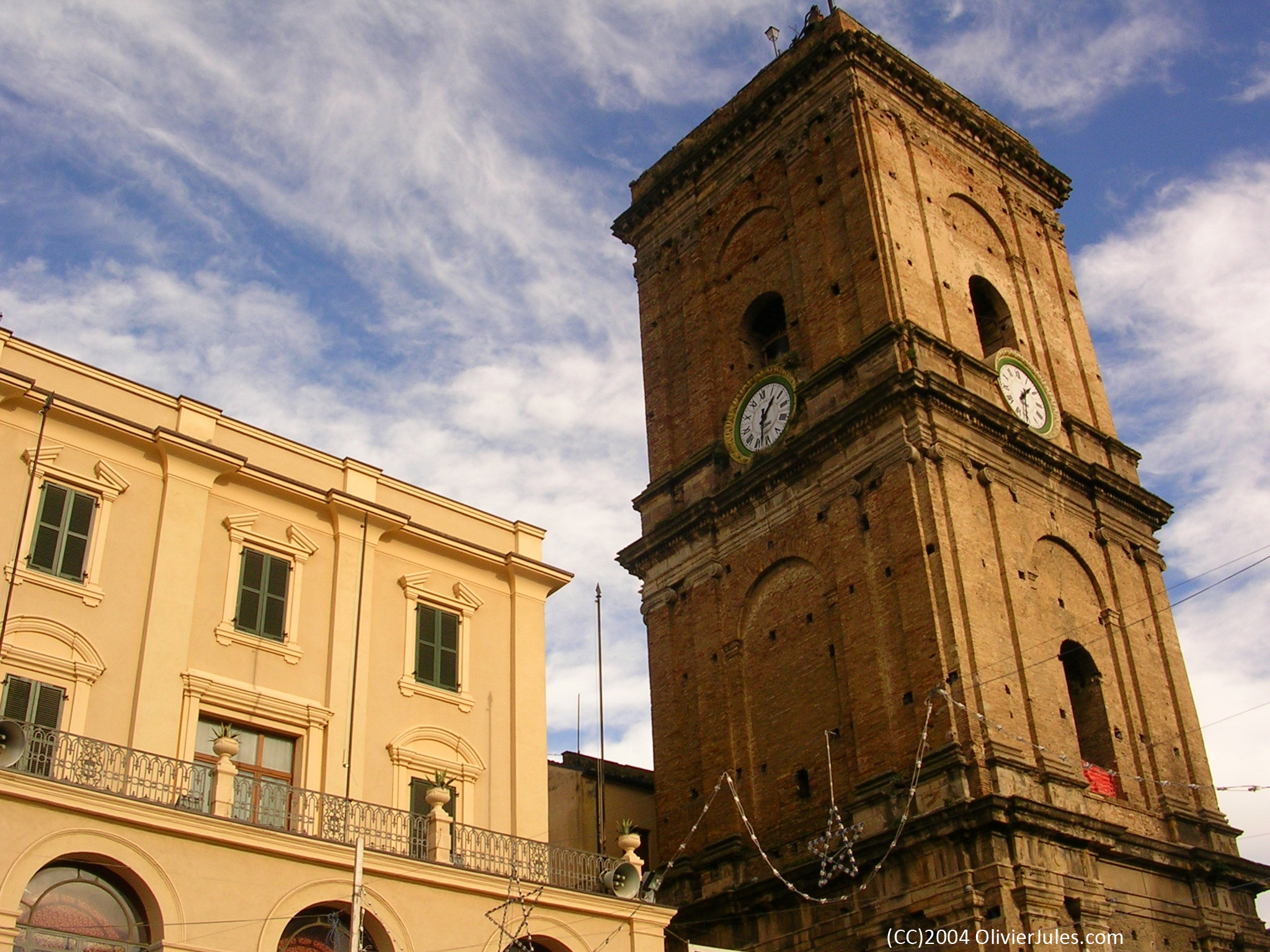
Torre campanaria della Cattedrale

- Cattedrale della Madonna del Ponte - Piazza del Plebiscito
- Torre campanaria - Piazza Plebiscito
- Ponte di Diocleziano - accessibile da Via sotto la Torre, con auditorium sotterraneo e percorso pedonale archeologico sotto Piazza del Plebiscito, che risale all'ex monastero di San Francesco su Corso Roma
- Palazzo Comunale - Piazza del Plebiscito
- Monumento ai Caduti - stile littorio, Piazza del Plebiscito
- Teatro comunale "Fedele Fenaroli" - via dei Frentani
- Palazzo del Capitano - De Giorgio - Largo Tappia
- Casa natale dello storico Luigi Renzetti - via dei Frentani
- Palazzo Vergilj - via dei Frentani
- Palazzo De Crecchio - via dei Frentani, via dei Bastioni
- Torre campanaria della chiesa di San Giovanni - Largo San Giovanni
- Chiesa di Sant'Agostino ed ex convento - via dei Frentani - via del Ghetto
- Palazzo D'Annibale - via dei Frentani
- Palazzo Giacomo Fella - via dei Frenatni
- Cappella dei Santi Simone e Giuda Taddeo / Oratorio di Santa Croce "lu Frijacrìste" - via dei Frentani
- Botteghe medievali e casa di Nicola De Rubeis - via dei Frentani, Piazza dei Frentani
- Chiesa di San Biagio - Largo Ricci
- Casa del poeta del XIV secolo - via San Biagio
- Istituto delle suore "Sacro Cuore di Gesù" - via dei Bastioni
- Archi delle mura - via dei Bastioni

## Strade e piazze
- Piazza del Plebiscito - principale, vi si affacciano la Cattedrale, il Palazzo civico, la Torre, il campanile della chiesa di San Francesco, il Monumento ai caduti
- Piazza San Lorenzo - vi si affacciano un palazzo tardo rinascimentale, il deposito della chiesa di Sant'Agostino, e alcune case del Ghetto. Vi si trovava una chiesa omonima.
- Piazza dei Frentani - in antichità vi si trovava la chiesa di San Maurizio, demolita nell'800, vi si affacciano una parte delle botteghe medievali De Rubeis, dei palazzi settecenteschi, e un condominio dell'800, sulla parte nord.
- Largo San Giovanni: dominato dalla torre campanaria dell'ex chiesa, vi si affacciano una parte del Palazzo Vergilj, un angiporto che conduce a via dei Bastioni, la casa natale del patriota Vincenzo Bianco.
- Strada dei Frentani: principale cardo dell'antica città di Anxanum, che attraversa il quartiere dalla Piazza del Plebiscito sino a Piazza dei Frentani
- Via dei Bastioni: zona si costeggio delle mura ad est, prosegue sino a Porta San Biagio.
- Via degli Agorai: costeggio delle mura ad ovest, partendo da Largo San Lorenzo, sino a via Corsea, sotto la piazza. Da un angiporto si scende alla Piazza Garibaldi, che separa il Colle Erminio da Colle Selva.